# Odontocolon brevicaudum
Odontocolon brevicaudum är en stekelart som först beskrevs av Joseph Augustine Cushman 1930.  Odontocolon brevicaudum ingår i släktet Odontocolon och familjen brokparasitsteklar. Inga underarter finns listade i Catalogue of Life.